# ATLANTIC'S BEST
『ATLANTIC'S BEST』（アトランティックス・ベスト）は、日本のロックミュージシャンである柳ジョージが、1994年7月25日にWEA Japan / Atlantic Recordからリリースした2枚目のベスト・アルバムである。

## 解説
1986年に発売された『For Your Love GEORGE YANAGI THE BEST COLLECTION』以来約8年ぶりとなるベスト・アルバムで、1980年から1993年までにアトランティックレーベルから発表した、柳ジョージ&レイニーウッド時代も含んだ楽曲を収録している。

## 批評
| 専門評論家によるレビュー | 専門評論家によるレビュー |
| レビュー・スコア         | レビュー・スコア         |
| 出典                     | 評価                     |
| ------------------------ | ------------------------ |
| CDジャーナル             | 肯定的                   |

CDジャーナルは、「今聴いても新鮮な感動を覚えるブルース・フレイヴァーたっぷりの楽曲の数々。また彼の歌声からは、当時の時代に対する熱い反逆の息吹も見えてくる。」と肯定的に評価している。

## 収録曲
| #         | タイトル                                                   | 作詞                 | 作曲           | 編曲                                | 時間  |
| --------- | ---------------------------------------------------------- | -------------------- | -------------- | ----------------------------------- | ----- |
| 1.        | 「青い瞳のステラ、1962年 夏……」(柳ジョージ&レイニーウッド) | 水甫杜司             | 上綱克彦       | 柳ジョージ&レイニーウッド           | 5:11  |
| 2.        | 「さらばミシシッピー」(柳ジョージ&レイニーウッド)          | 水甫杜司・柳ジョージ | 石井清登       | 柳ジョージ&レイニーウッド           | 5:27  |
| 3.        | 「星空の南十字星」                                         | 水甫杜司・柳ジョージ | 柳ジョージ     | 長島進・知久光康                    | 5:06  |
| 4.        | 「歌舞伎」                                                 | 水甫杜司             | 柳ジョージ     | 長島進・知久光康                    | 5:06  |
| 5.        | 「LITTLE CHILD」                                           | トシ・スミカワ       | 長島進         | 長島進                              | 5:07  |
| 6.        | 「For Your Love」                                          | トシ・スミカワ       | 鈴木キサブロー | 長島進 ストリングスアレンジ: 青木望 | 4:07  |
| 7.        | 「STAY 〜ボトルネックが泣いている〜」                      | 田口俊               | 斉藤恵         | 平野孝幸                            | 4:11  |
| 8.        | 「フーチー・クーチー・マン」                               | 平野肇               | 柳ジョージ     | 平野孝幸                            | 4:26  |
| 9.        | 「DO IT YOURSELF」                                         | 平野肇               | 柳ジョージ     | 平野孝幸                            | 4:27  |
| 10.       | 「Long Way Home 〜風が止む場所〜」                         | 平出よしかつ         | 柳ジョージ     | 岡沢敏夫                            | 5:46  |
| 11.       | 「YOKOHAMA'66」                                            | トシ・スミカワ       | 金田一郎       | 深町栄                              | 4:56  |
| 12.       | 「愛しき日々」                                             | トシ・スミカワ       | 増田俊郎       | 岡沢敏夫                            | 3:39  |
| 13.       | 「酔って候 (Live at Budoukan)」                            | 柳ジョージ           | 柳ジョージ     |                                     | 4:21  |
| 14.       | 「雨に泣いてる (Live at Budoukan)」                        | 柳ジョージ           | 柳ジョージ     |                                     | 4:57  |
| 合計時間: | 合計時間:                                                  | 合計時間:            | 合計時間:      | 合計時間:                           | 66:47 |

## 楽曲解説
1. 青い瞳のステラ、1962年 夏……
  - 柳ジョージ&レイニーウッドの8thシングル。
2. さらばミシシッピー
  - 柳ジョージ&レイニーウッドの9thシングル。
  - PIONEER『Runaway』CMソング
3. 星空の南十字星
  - ソロデビューシングル。
  - MBS・TBS系木曜座『さりげなく憎いやつ』主題歌[4]
4. 歌舞伎
  - 2ndシングル。
5. LITTLE CHILD
  - 2ndアルバム『Vacancy』収録曲。
6. For Your Love
  - 8thシングル。
  - 関西テレビ系『松本清張サスペンス』主題歌
7. STAY 〜ボトルネックが泣いている〜
  - 10thシングル「フーチー・クーチー・マン」のカップリング曲。
  - TBS系『加トちゃんケンちゃんごきげんテレビ』内『THE DETECTIVE STORY』オープニングテーマ
8. フーチー・クーチー・マン
  - 10thシングル。
  - 東芝『インバーターエアコン』CFソング[5]
9. DO IT YOURSELF
  - 7thアルバム『WANDERER』収録曲。
10. Long Way Home 〜風が止む場所〜
  - 16thシングル「High Time」のカップリング曲。
11. YOKOHAMA'66
  - 17thシングル。
12. 愛しき日々
  - 18thシングル。
  - テレビ東京系『にっぽん美味めぐり』テーマ・ソング[6]
13. 酔って候 (Live at Budoukan)
  - 柳ジョージ&レイニーウッドの2ndシングル「酔って候」のライヴヴァージョンで、柳ジョージ&レイニーウッドのライヴアルバム『LIVE AT BUDOKAN』に収録されている。
14. 雨に泣いてる (Live at Budoukan)
  - 柳ジョージ&レイニーウッドの4thシングル「雨に泣いてる…」のライヴヴァージョンで、柳ジョージ&レイニーウッドのライヴアルバム『LIVE AT BUDOKAN』に収録されている。